# هاري كروفورد (سياسي)
هاري كروفورد (بالإنجليزية: Harry Crawford)‏ هو سياسي أمريكي، ولد في 17 أبريل 1952 في شريفبورت في الولايات المتحدة. حزبياً، نشط في الحزب الديمقراطي. وقد انتخب عضو مجلس نواب ألاسكا.